# Bạch chỉ (thuốc Bắc)
Bạch chỉ (danh pháp hai phần: Angelica dahurica) là một loài thực vật thuộc họ Hoa tán (Apiaceae) phân bố nhiều ở Đông Siberi, đông bắc Trung Quốc, Triều Tiên, Nhật Bản.

## Đặc điểm
Cây lâu năm cao 1-2,5 m. Thân mập. Rễ hình trụ, kích thước 3–5 cm, màu nâu, có mùi thơm. Thân xanh lục ánh tía, dày 2–8 cm, có lông tơ phía trên. Hoa tán kích thước 10–30 cm, cuống 4–20 cm. Cánh hoa màu trắng hình trứng ngược, có khía. Bầu nhụy nhẵn nhụi hay có lông tơ. Quả gần tròn, kích thước 4–7 mm. Ra hoa tháng 7-8, kết quả tháng 8-9. Mọc trên độ cao 500-1.000 m ở rìa rừng hay thung lũng đồng cỏ, ven suối.

## Y học cổ truyền
Trong y học cổ truyền, bạch chỉ cũng là tên gọi của một vị thuốc Bắc (chữ Hán: 白芷, tên dược học: Radix Angelicae) được bào chế từ rễ cây bạch chỉ phơi hay sấy khô.
Tính vị: vị cay, tính ấm
Quy kinh: vào 3 kinh: phế, vị, đại tràng
Công năng - chủ trị:
- Giải cảm hàn, dùng trong các bệnh do lạnh gây ra, biểu hiện đau đầu, chủ yếu đau phần trán và đau nhức phần xương lông mày, hốc mắt; hoặc đau mắt mà nước mắt trào ra. Phối hợp với địa liền, cát căn, xuyên khung. Có trong thành phần của phương Bạch Địa Căn (bạch chỉ- địa liền- cát căn), hoặc bột khung chỉ
- Trừ phong chỉ thống: dùng để chữa phong thấp, đau răng, viêm mũi mạn tính, đau dây thần kinh ở mặt, đau dạ dày; có thể dùng bạch chỉ, thương nhĩ tử, tân di mỗi thứ 12g, bạc hà 6g, nghiền thành bột mịn, uống với nước sôi để nguội
- Giải độc trừ mủ (bài nùng), dùng đối với nhọt độc, viêm tuyến vú; hoặc rắn độc cắn (phối hợp bồ công anh, kim ngân hoa, cam thảo); hoặc trị mụn nhọt có mủ
Liều dùng: 4-12g
Kiêng kị: những người thuộc chứng hư, uất hỏa, Sốt xuất huyết